# NGC 4654
إن جي سي 4654 (NGC 4654) هي مجرة حلزونية متوسطة في كوكبة العذراء على مسافة 55 مليون سنة ضوئية (16.8 ميجافرسخ فلكي) من درب التبانة التي يمكن رصدها مع بتلسكوبات الهواة.